# Манастир Свете Богородице у Височкој Ржани
Манастир Свете Богородице у Височкој Ржани у народу познатији као Ржански манастир или Ваведење један је од манастира у саставу Нишке епархије Српске православне цркве. Време настанка манастирске цркве је непознато, али се претпоставља да је озидана на темељима старе цркве која је спаљена у време Карађорђевића.
Манастирска слава је Мала Госпојина, која се у народу слави 21. септембра. 

## Ниво заштите
Манастир је 1984. године, проглашен за културно добро, и као споменик културе од посебног значаја стављен је под заштиту државе Србије.

## Положај
Манастирски комплекс смештен је 30 km. источно од Пирота и међународног пута Е-80, М1.12:Ниш - Пирот - Градина (Општина Димитровград) - (Бугарска), у живописном пределу и готово нетакнутом планинском амбијенту у близини тзв. „Ахметовог камена“ у подножју планине Рудине, на десној обали Височице, иза Височке Ржане ка Брлогу, на надморској висини од 1.094 m. 
Географски положај
- Северна географска ширина: 43° 1′ 59"
- Источна географска дужина: 22° 44′ 38"
- Надморска висина: 1094 m

## Историјат
Време настанка манастирске цркве је непознато, али судећи према запису Мите Ракића, који је манастир посетио 1878. године први или старији објекат су запалиле Крџалије, на путу за Софију у време Карађорђевића, што упућује на закључак да је Ржански манастир 1853. године, обновљен на рушевинама старог црквишта на једном од платоа јужних обронака Старе планине, окруженог високим боровим и буковим шумама. Да би саградили цркву, мештани су Турцима морали дати 700 гроша.
Подигнут је у средњем веку, али је у времену турског освајања порушен и у рушевинама лежао до средине XIX в. Садашњи храм саграђен је 1830. на темељима старијег. Турске власти дозволиле су 1851. комплетну обнову коју је уз помоћ верника извео монах Теодосије, поставивши нов иконостас 1852. Храм је зидан од тесаног камена, низак осмострани тамбур куполе је омалтерисан, са по три мала округла застакљена отвора на свакој страни. Полукружне олтарска и певничке апсиде ниже су од храма. Храм на бочним странама и на свакој апсиди има по један прозор. Звонара је посебан објекат. Био је под јурисдикцијом Цариградске патријаршије, потом Бугарске егзархије (1871–1878), а по ослобођењу од Турака под јурисдикцијом Београдске митрополије. Бугарски свештеник, којег је поставила Бугарска егзархија, однео је у Бугарску сав црквени инвентар који је затекао у манастиру, а 1885. Бугари су га темељно опљачкали, покупили сву стоку и отерали у Бугарску. Манастирску кућу у селу, која је издавана у закуп српским цариницима, спалили су и порушили. Поново је обновљен крајем XIX века, када су олтар и део брода живописани. Обнављан је више пута после II светског рата.
По једном извештају из 1889. године манастир је био сиромашан. Поседовао 17 хектара оранице и шест хектара шуме.

## Манастирски комплекс

### Црква Свете Богородице
Манастирска црква је једноставна грађевина саграђена од притесаног камена пешчара. На крову који је препокривен црепом на две воде налази се правилно осмоугао кубе.
На источној страни цркве, крај апсиде, урезана је 1853. година, што је вероватно година њене обнове.
Фрескодекорација цркве
Манастирска црква није живописана. Иконостас који је из 19. века, украшен је биљним орнаментима. У горњем делу иконостаса размештено је петнаестак икона, рађених између 1855—1862. године.

### Манастирска порта
Стотинак метара од цркве и у близини некада паљеног старог конака, налази се приземни нови конак.
Манастирска порта окружен је комплексом четинарских шума и скоро је потпуно изолован од саобраћајнице и оближњег излетишта, у готово нетакнутом планинском амбијенту.